# 浅川初美
浅川 初美（あさかわ はつみ、1954年3月2日 - ）は、山梨放送（YBS）の元アナウンサー。

## 来歴
山梨県甲府市出身。山梨県立甲府第一高等学校、日本女子大学文学部を卒業後、1976年4月に山梨放送に入社。この当時、山梨県内で大卒の女子を採用していた企業は山梨放送だけだったということで、「駄目で元々」のつもりで受験に臨んだという。アナウンサーになる前は小学校3年生の時から合唱をやっていて、アナウンサーになってからもしばらくの間は女声合唱団に所属していたことがあった。
2007年から2013年2月まで、アナウンス部長を務めた。2015年3月31日付で、定年退職した。

## 過去に担当した番組

### ラジオ
- ヤングタウンポップス
- YBSホット・スタジオ[1]
- 朝ピン広場
- 歌のない歌謡曲
- らくらくスタジオ修司・初美のお気楽ごく楽
- 浅川初美のくちこみアルキメデス
- ラヂウス
- ラララ♪モーニング - 水・木曜担当
- どうでぇ～サタデ～
- YBSラジオニュース

### テレビ
- あなたと県政[1]
- 山日YBSワイドニュース・プラス1→YBSワイドニュース（土曜日司会：1986年4月 - 1997年3月、平日司会：2009年3月 - 2010年3月）
- やまなし今日あした
- あなたとYBS